# Santiago Mesa
Mesa  Pietralunga est un nom espagnol. Le premier nom de famille, en général paternel, est Mesa ; le second, en général maternel, souvent omis, est Pietralunga.
Santiago Mesa Pietralunga, né le 11 novembre 1997 à Medellín, est un coureur cycliste colombien.

## Biographie
Santiago Mesa commence sa carrière par le VTT. Dans cette discipline, il représente la Colombie aux championnats du monde de 2015. Il se distingue également lors des championnats panaméricains de 2017 en décrochant l'or dans le cross-country eliminator, ainsi que le bronze dans le cross-country espoirs et le relais mixte. 
Il se tourne finalement vers le cyclisme sur route en 2018, alors qu'il est âgé de vingt ans. Au mois de mai, il se fait remarquer en terminant troisième d'une étape du Tour de Colombie des moins de 23 ans. Il intègre ensuite le club basque Grupo Eulen durant l'été. Bon sprinteur, il remporte le San Bartolomé Sari Nagusia. Il s'impose également trois reprises sur le circuit amateur basque en 2019, malgré une saison perturbée par une pneumonie. 
En 2020, il devait intégrer la formation Laboral Kutxa, réserve de l'équipe Euskaltel-Euskadi. Cette année est cependant gâchée par la pandémie de Covid-19, qui interrompt une bonne partie du calendrier. Il reprend ensuite une licence au club Grupo Eulen 2021. Toujours actif chez les amateurs, il gagne deux courses en Espagne ainsi que la dernière étape du Tour des Landes. Il devient aussi stagiaire au sein de la structure Burgos BH. 
Après ses bonnes performances, il passe professionnel en 2022 au sein de la Manuela Fundación Continental. Cette nouvelle équipe connait cependant de graves problèmes financiers dès le mois de mars. Mesa ne dispute que douze courses inscrites au calendrier de l’UCI. Malgré ce contexte difficile, il parvient à terminer huitième d'une étape du Tour de Castille-et-León. Il s'agit de son seul résultat notable. 
En 2023, il retrouve un contrat grâce à la formation ABTF Betão-Feirense. Rapidement, il montre ses qualités en s'imposant sur la Prova de Abertura, pour sa reprise. Le mois suivant, il se classe troisième d'une étape du Tour de l'Alentejo. Il obtient par ailleurs une seconde victoire sur une course nationale portugaise en mai.

## Palmarès sur route

### Par années
- 2018
  - San Bartolomé Sari Nagusia
- 2019
  - Mémorial Agustín Sagasti
  - Klasika Lemoiz
  - San Bartolomé Sari Nagusia
  - 3e de la Goierriko Itzulia
- 2021
  - Mémorial Sabin Foruria
  - Mémorial Nacho Basurto
  - 2e étape du Tour des Landes
  - 3e du Mémorial José María Anza
- 2023
  - Prova de Abertura
  - 1re étape du Grande Prémio Anicolor
- 2024
  - 2e étape du Grande Prémio O Jogo
  - 2e étape du Grand Prix Abimota
- 2025
  - Prova de Abertura
  - 3e étape du Grande Prémio O Jogo

### Classements mondiaux
| Année                                 | 2023  |
| ------------------------------------- | ----- |
| Classement mondial                    | 3120e |
|                                       |       |
| Légende : nc = non classéSource : UCI |       |

## Palmarès en VTT

### Championnats panaméricains
- Paipa 2017
  -  Champion panaméricain de cross-country eliminator
  -  Médaillé de bronze du cross-country espoirs
  -  Médaillé de bronze du relais mixte

### Championnats nationaux
- Pasto 2015
  - 3e du championnat de Colombie de cross-country juniors
- Antioquia 2016
  - 2e du championnat de Colombie de cross-country espoirs